# Wronki
Wronki [pʲiʂ] (del alemán: Wronke) es una ciudad ubicada en el voivodato de Gran Polonia en Polonia, con una población de 15.632 habitantes.  Se encuentra al sur del Varta y es la sede del Gmina de Wronki. Su escudo, al igual que el nombre de la ciudad proviene de la palabra wrona, que significa "cuervo" en polaco. La ciudad fue sede del extinto Amica Wronki, uno de los equipos de fútbol más importantes de Polonia en la década de los noventa.

## Historia
La ciudad fue fundada en 1251. A principios del siglo XVII, la ciudad estaba bajo el control de Sofía Czarnkowska, lo que les permitió construir una sinagoga de ladrillo que posteriormente fue inaugurada el 28 de mayo de 1607.
Wronki fue conocida durante muchos años como Wronke, cuando la ciudad fue "alemanizada" durante las Particiones de Polonia, pasando a formar parte de Prusia.
A finales de siglo XIX, se creó la Prisión de Wronki, que a día de hoy es la cárcel más grande de Polonia, y tuvo residentes notables tales como Rosa Luxemburgo o Stepán Bandera, entre otros.
En el año 1992 se fundó el Amica Wronki, tras la fusión entre los equipos Błękitni Wronki y el LZS Czarni Wromet Wróblewo. El club ganó tres Copas de Polonia (1998, 1999 y 2000), dos Supercopas (1998 y 1999) y varias participaciones en la Recopa de Europa, llegando a la primera ronda donde cayó ante el SC Heerenveen; y en la Copa de la UEFA, donde alcanzó la primera ronda en tres ocasiones: 1999, 2000 y 2002. 